# Джандуби, Хамида
Хамида́ Джандуби́ (араб. حميدة جندوبي‎; 22 сентября 1949, Тунис — 10 сентября 1977, Penitential Center of Marseille) — французский преступник, сутенёр и убийца, ландшафтный дизайнер по специальности; последний человек в Европе, казнённый на гильотине во Франции, в марсельской тюрьме «Бометт». Он был тунисским иммигрантом, осуждённым за пытки и убийство 21-летней Элизабет Буске, его знакомой, в Марселе. Приговор был приведен в исполнение Марселем Шевалье, последним палачом Франции.

## Биография
Родился в Тунисе 22 сентября 1949 года. В 1968 году стал жить в Марселе, работал в продуктовом магазине. Он устроился на работу как ландшафтный дизайнер, но в 1971 году с ним произошёл несчастный случай на работе, его нога зацепилась за мотоблок и две трети ноги пришлось ампутировать на месте.
В 1973 году двадцатиоднолетняя Элизабет Буске, которую он встретил в больнице, когда восстанавливался после ампутации, подала на него заявление в полицию, утверждая, что он пытался заставить её заниматься проституцией. Весной 1973 года Джандуби был арестован, но вскоре был освобождён из-под стражи, вошёл в доверие к двум другим девушкам, а затем заставил их «работать» для него. Идея отомстить своей обвинительнице не покидала его. В июле 1974 года он похитил Буске и притащил её к себе домой, где, на глазах у испуганных девочек, он её избил, после чего прижёг её грудь и генитальную зону зажжённой сигаретой. Буске выжила, поэтому Джандуби на своём автомобиле вывез её на окраину Марселя, и там задушил. По возвращении Джандуби предупредил девушек, чтобы они никому ничего не говорили. Тело Буске было обнаружено в сарае 7 июля 1974 года. Через месяц Джандуби похитил ещё одну девушку, но той удалось сбежать и сообщить о нём в полицию.
После длительного предварительного судебного разбирательства Джандуби предстал перед судом в Экс-ан-Провансе по обвинению в пытках, убийствах, изнасилованиях и преднамеренном насилии 24 февраля 1977 года. Доводы защиты строились главным образом на последствиях ампутации ноги шестилетней давности: адвокат утверждал, что оно довело его до пароксизма в злоупотреблении алкоголем и насилием, сделав из него другого человека. 25 февраля он был приговорен к смертной казни. Апелляция была отклонена 9 июня, и ранним утром 10 сентября 1977 года Джандуби проинформировали, что он будет казнён на гильотине, как и Кристиан Рануччи (казнён 28 июля 1976 года) и Жером Каррен (казнён 23 июня 1977 года). Он, как и эти убийцы, не получил «президентской отсрочки» от президента Валери Жискар д'Эстена. В 4:40 утра он был казнён.
Хотя Джандуби был последним казнённым, он не был последним осуждённым. Но смертная казнь больше не применялась, потому что пришедший в 1981 году к власти президент Франсуа Миттеран отменил её.

## В массовой культуре
История жизни Хамиды Джандуби описана в книге «When the Guillotine Fell» канадского автора Джереми Мерсера.